# U.S. Department of Agriculture Administration Building
Das U.S. Department of Agriculture Administration Building, seit 1995 auch Jamie L. Whitten Building ist der Hauptsitz des US-amerikanischen Landwirtschaftsministeriums in Washington, D.C. Das Administration Building liegt an der Nordseite der Independence Avenue und ragt in die National Mall hinein, wo es sich gegenüber dem National Museum of Natural History befindet. Es ist das einzige Gebäude an der National Mall, das nicht zum Besuch durch die allgemeine Öffentlichkeit bestimmt ist. Es war das erste größere Gebäude im Beaux-Arts-Stil in Washington und setzte so den Prototyp für spätere Gebäude im Federal Triangle. Ost- und Westflügel des Gebäudes waren die ersten Bürobauten der Bundesregierung der Vereinigten Staaten aus Stahlbeton. Das Bauwerk wurde am 24. Januar 1974 ins National Register of Historic Places eingetragen.
Der Standort des Bauwerks an der National Mall war umstritten, weil er nicht im Einklang mit dem McMillan Plan stand, der die National Mall ohne störende Bauwerke vorsah. Gegen den Standort sprachen sich Daniel Burnham und Charles McKim aus. Nach einer Reihe von Interventionen durch Präsident Theodore Roosevelt wurde das Gebäude schließlich im Einklang mit dem Plan verschoben; allerdings existierten zu diesem Zeitpunkt schon die Fundamente, etwa 32 m weiter östlich des späteren Bauortes.

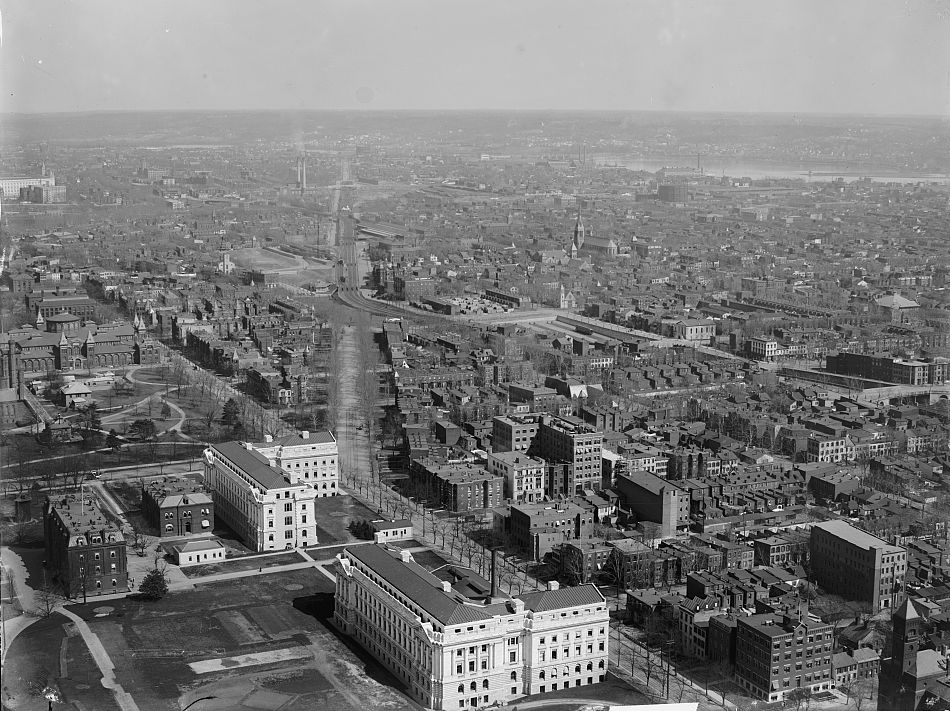
Um 1910

Das zur National Mall hin gelegene Gebäude wurde von den Architekten Rankin, Kellogg und Crane höherwertig angelegt, als das ab 1930 entstandene South Building. Aufgrund seines begrenzten Budgets wirkt es im Vergleich zu den anderen Gebäuden an der National Mall bescheiden. Die L-förmigen Seitenflügel wurden zwischen 1904 und 1908 erbaut, der Mittelbau aber erst 1930 fertiggestellt. Vorbild für das Gebäude war das 1774 von Ange-Jacques Gabriel fertiggestellte Hôtel de la Marine an der Place de la Concorde in Paris. Die Gesimse zum Dach hin sind mit Skulpturen von Adolph Alexander Weinman versehen, die Wandmalereien im Inneren des Gebäudes stammen von Gilbert White. Die beiden Seitenflügel wurden aus Stahlbeton gebaut, der später entstandene Mittelbau ist eine Stahlkonstruktion.

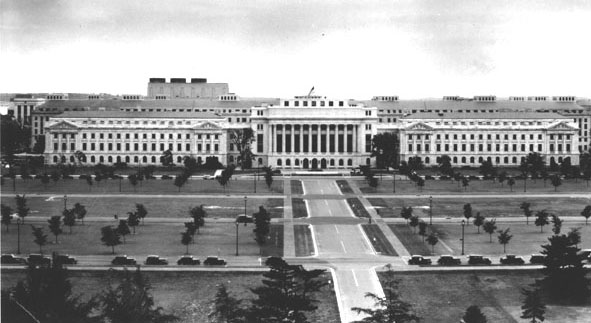
USDA Administration Building kurz nach der Fertigstellung

Die Fußgängerbrücke über die Independence Avenue wurden 1936 angebaut, um die beiden Seitenflügel mit dem South Building zu verbinden. Die Bogenbrücken mit einer Spanne bilden so einen dramatischen Akzent an der Independence Avenue. Die Unterseiten der Brücken sind als Flachziegelgewölbe
ausgeführt. Die östliche Fußgängerbrücke ist Seaman A. Knapp gewidmet, während die westliche an den Landwirtschaftsminister James Wilson erinnert.
Das Administration Building wurde 1995 zu Ehren des ehemaligen Kongressabgeordneten Jamie L. Whitten aus Mississippi umbenannt. Whitten war Vorsitzender des United States House Appropriations Subcommittee on Agriculture, Rural Development, Food and Drug Administration, and Related Agencies.